# Dipolydora flava
Dipolydora flava är en ringmaskart som beskrevs av Jean Louis René Antoine Édouard Claparède 1870. Dipolydora flava ingår i släktet Dipolydora och familjen Spionidae. Inga underarter finns listade i Catalogue of Life.